# Bally, Pennsylvania
Bally är en kommun av typen borough i Berks County i Pennsylvania. Vid 2010 års folkräkning hade Bally 1 090 invånare.